# Avahi cleesei
Avahi cleesei — вид приматів з родини індрієвих (Indriidae). Вид названий на честь Джона Кліза в основному через його прихильність до лемурів та його зусилля, спрямовані на захист і збереження їх.

## Зовнішній вигляд
Важить близько 5-6 кілограмів, має коричневу шкіру з білими регіонами на задній і внутрішній поверхні стегон і має короткий вологий ніс, великі очі, і вуха, які навряд чи виділяються зі шкіри.

## Поширення
Проживання обмежується Природним заповідником Цінжі-дю-Бемараха в західному Мадагаскарі, який є об'єктом Всесвітньої спадщини ЮНЕСКО.

## Поведінка
Вид денний. Як правило, має строго вегетаріанську дієту з листя і бутонів. Живе у невеликих сім'ях.

## Загрози та охорона
Тварина, ймовірно, під загрозою вимирання в довгостроковій перспективі, тому що чисельність населення невідоме досі, а місце існування стискається безперервно.